# Odwzorowanie walcowe równopowierzchniowe

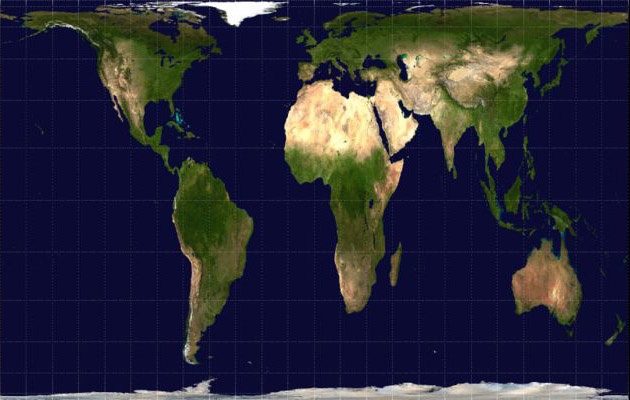
Odwzorowanie walcowe równopowierzchniowe (odwzorowanie Galla-Petersa) na satelitarnej mapie świata

Odwzorowanie walcowe równopowierzchniowe – odwzorowanie walcowe, w którym obszary o równej powierzchni na kuli ziemskiej są przedstawiane przez obszary o równej powierzchni na mapie. Dzięki temu np. Grenlandia nie wygląda na większą od Afryki, jak ma to miejsce w odwzorowaniu Mercatora (w rzeczywistości Afryka jest ok. 13 razy większa od Grenlandii).
Ma wzór jedynie nieznacznie bardziej złożony od wzoru odwzorowania walcowego równoodległościowego:
{\displaystyle x=\alpha (\lambda -\lambda _{0})\cos \phi _{0}}
{\displaystyle y=\alpha {\frac {\sin \phi }{\cos \phi _{0}}}}
Gdzie:
{\displaystyle \lambda } – długość geograficzna
{\displaystyle \phi } – szerokość geograficzna
{\displaystyle \lambda _{0}} – południk przechodzący przez środek mapy
{\displaystyle \alpha } – stała skalowania mapy
{\displaystyle \phi _{0}} – szerokość, na której chcemy zminimalizować deformacje
Wzory odwrotne to:
{\displaystyle \lambda =\lambda _{0}+{\frac {x}{\alpha \cos \phi _{0}}}}
{\displaystyle \phi =\arcsin \left({\frac {y\cos \phi _{0}}{\alpha }}\right)}